# Улица Микеля (Рига)

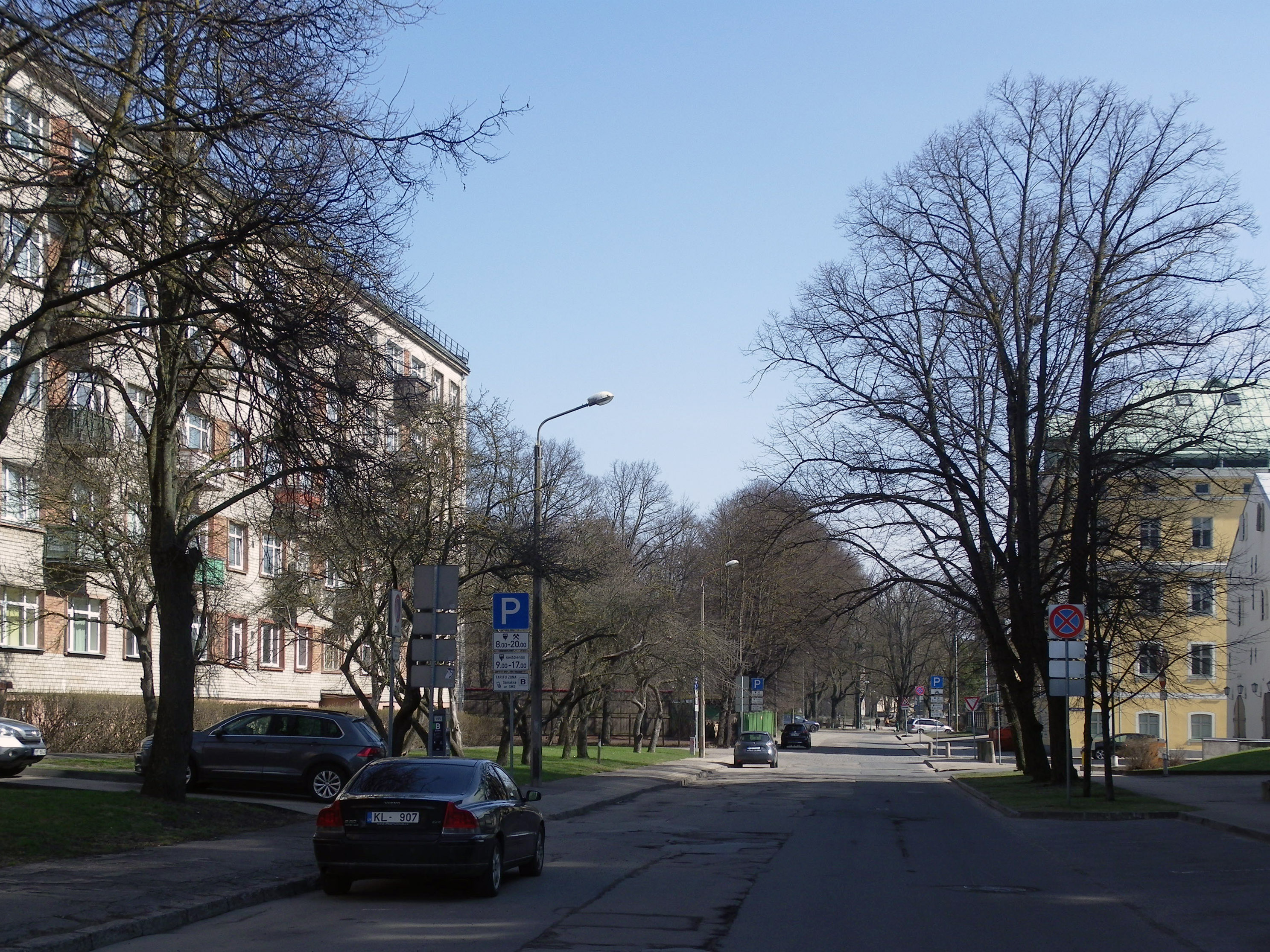
Вид в сторону бульвара и парка Кронвалда

Улица Ми́келя (латыш. Miķeļa iela) — улица в исторической части города Риги, в Цитадели. Пролегает в направлении с запада на восток, соединяя улицу Экспорта и бульвар Кронвалда. В средней части пересекается с улицей Цитаделес; с другими улицами не пересекается.
В створе улицы расположены, соответственно, площадь Республики и парк Кронвалда.
Длина улицы Микеля составляет 229 метров. На всём протяжении покрыта асфальтом, разрешено движение в обоих направлениях. Общественный транспорт по улице не курсирует.

## История
Сформировалась как одна из внутренних улиц рижской Цитадели, проходившая вдоль её северного вала; после ликвидации защитных укреплений получила статус городской улицы. Впервые показана на плане 1876 года как Михайловская улица (нем. Michael Straße, латыш. Miķeļa iela). С начала 1920-х годов латышский вариант названия стал основным.
В годы немецкой оккупации (1942—1944) называлась улицей Майора Бишофа (нем. Major Bischof Straße, латыш. Majora Bišofa iela) — в честь Йозефа Бишофа, командира Железной дивизии. Других переименований улицы не было.

## Застройка
К улице Микеля относятся два адресных объекта: дом № 1 — типовой советский 5-этажный жилой дом на 36 квартир (1962 г.) и дом № 3 — техническое здание. Кроме того, к улице выходят боковыми фасадами несколько исторических зданий по бульвару Кронвалда и улице Цитаделес, современный жилищно-коммерческий комплекс «Centra Nams» (площадь Республики, 3; архитекторы Угис Шенбергс и Мартинус Шуурман, 2002—2005 гг.) и жилой дом по ул. Экспорта, 2.